# Homo luzonensis
Homo luzonensis ist eine ausgestorbene Art der Gattung Homo. Die Art wurde im Jahr 2019 anhand von Fossilien aus der Callao-Höhle (Philippinen) von einer Arbeitsgruppe um Florent Détroit in die Fachliteratur eingeführt. Die Erstbeschreibung der Art basiert auf insgesamt 13 isolierten Zahn- und Knochenfunden, die in den Jahren 2007, 2011 und 2015 in der Höhle geborgen wurden. Diese Funde sind ähnlich alt wie die Belege für Homo floresiensis von der indonesischen Insel Flores, und beide stammen vermutlich – als Inselverzwergung – von Vorfahren aus dem Formenkreis von Homo erectus ab.

## Namensgebung
Die Bezeichnung der Gattung Homo ist abgeleitet von lateinisch homo [ˈhɔmoː], dt. ‚Mensch‘. Das Epitheton luzonensis verweist auf den Fundort des Typusexemplars in der Callao-Höhle im Norden der philippinischen Insel Luzon. Homo luzonensis bedeutet somit „Mensch von Luzon“.

## Erstbeschreibung
Als Holotypus der Art Homo luzonensis wurden in der Erstbeschreibung fünf zusammengehörige, jedoch einzeln gefundene Backenzähne aus einem rechten Oberkiefer benannt, die Fossilien mit der Sammlungsnummer CCH6a bis CCH6e; hierbei handelt es sich um die Funde vom 24. August 2011: drei Molaren (M3 bis M1) sowie zwei Prämolaren. Als Paratypen wurden sieben weitere, bis Anfang 2018 bekannte Fundstücke ausgewiesen: ein rechter 3. Mittelfußknochen (CCH1), zwei Fingerknochen (CCH2 und CCH5), zwei Zehenknochen (CCH3 und CCH4), ein linker oberer Prämolar (CCH8) sowie ein rechter 3. Molar (CCH9). Nur ergänzend wurde in der Erstbeschreibung schließlich auch auf das 13. Fossil verwiesen, auf das ca. 15 cm lange Fragment des Oberschenkelknochens eines Kindes, das in zwei Teile zerbrochen ist und dessen beide Enden (Gelenkbereiche) fehlen. Den Analysen zufolge stammen die Funde von mindestens drei Individuen, von zwei Erwachsenen und einem Kind.
Alle Zähne sind – verglichen mit den meisten heute lebenden Menschen – ungewöhnlich klein. Die Ausprägung der Zahnhöcker sowie die Kontaktstellen von Dentin und Zahnschmelz unterscheiden sich der Erstbeschreibung zufolge sowohl von Homo sapiens als auch von Homo neanderthalensis und vom asiatischen Homo erectus. Der mittlere Fingerknochen (CCH2) ist relativ lang und schmal und ähnelt in dieser Hinsicht der Beschaffenheit bei Homo sapiens, jedoch ist er gebogen – ähnlich wie bei Australopithecus und Homo floresiensis. Das Finger-Endglied (CCH5) besitzt ebenfalls Merkmale, die am ehesten eine Nähe zu Australopithecus aufweisen. Schließlich weichen auch die Knochen der Zehen vom Bauplan des frühen afrikanischen und europäischen Homo sapiens, von Homo naledi, Homo neanderthalensis und Homo floresiensis ab und haben – nicht zuletzt weil sie ebenfalls gebogen sind – Gemeinsamkeiten mit Australopithecus.
Die Autoren der Erstbeschreibung erläutern, dass gebogene Finger- und Fußknochen bei Australopithecus regelmäßig als Folge des – trotz einer zweibeinig-aufrechten Fortbewegungsweise am Boden – häufigen Kletterns auf Bäumen oder des Schwingens von Ast zu Ast (suspensorische Lokomotion) interpretiert werden oder dass es sich bei ihnen um beibehaltene, ursprüngliche Merkmale handelt. Aufgrund der bislang nur wenigen Knochenfunde sei eine Entscheidung über die Art und Weise der Fortbewegung bei Homo luzonensis und seiner Lebensweise allerdings nicht möglich.
In einem Begleitartikel zur Erstbeschreibung in der Fachzeitschrift Nature wird der Erstautor, Florent Détroit, mit der Vermutung zitiert, die Individuen von Homo luzonensis könnten eine ähnliche Körpergröße wie die heute auf Luzon lebenden Negritos besessen haben: die Männer im Durchschnitt 151 cm, die Frauen im Durchschnitt 142 cm. Détroit vermutet zudem, dass die Vorfahren von Homo luzonensis dem Formenkreis des Homo erectus zuzuschreiben sind.

## Entdeckung
Am 5. Mai 2007 stieß ein von den Philippinen, aus Frankreich und Australien stammendes Forscherteam im Verlauf von Ausgrabungen in der Callao-Höhle auf einen kleinen 3. Mittelfußknochen, für den mit Hilfe der Uran-Thorium-Datierung ein Alter von 66.700 ± 1.000 Jahren bestimmt wurde. Sowohl die morphologischen Merkmale als auch die Größe des Fossils wiesen es zweifelsfrei als zur Gattung Homo gehörend aus, was zugleich bedeutete, dass dieser Fund der früheste Beleg für die Anwesenheit der Gattung Homo auf den Philippinen war. In der 2010 publizierten wissenschaftlichen Beschreibung des Mittelfußknochens wurde er aufgrund seiner Merkmale einem kleinwüchsigen Individuum des anatomisch modernen Menschen (Homo sapiens) zugeschrieben, es wurde zugleich aber auch erwähnt, dass seine Merkmale innerhalb der Variationsbreite von Homo habilis und Homo floresiensis liegen. Die Datierung und seine Zuordnung zum anatomisch modernen Menschen bedeuteten, dass der Knochenfund den ältesten Beleg für die Anwesenheit des Homo sapiens östlich der Wallace-Linie darstellte, was die Ausbreitung des Menschen in diese Region um mehr als 10.000 Jahre vorverlegte und allen bisherigen archäologischen und genetischen Erkenntnissen widersprach; die Zuverlässigkeit der Datierung war daher zunächst umstritten.
Am 21. August 2011 wurden in der gleichen Fundschicht u. a. zwei ebenfalls ungewöhnlich kleine, mittlere Phalangen entdeckt und 2013 Homo sapiens zugeschrieben: von einem Finger und einer Zehe. Drei Tage nach den Phalangen wurden zudem fünf fossile Backenzähne geborgen, am 1. Juli 2015 wurde in der Nähe dieser Fossilien ein weiterer Zahn gefunden, ein sogenannter Weisheitszahn.
Im April 2019 wurden die Zahn- und Knochenfunde einer eigenständigen, mutmaßlich kleinwüchsigen Art der Gattung Homo zugeschrieben, genannt Homo luzonensis. Verwahrort der Fossilien ist das National Museum of the Philippines in Manila. Alle Versuche, DNA aus den Funden zu extrahieren, blieben bisher erfolglos.
Belege für einen Übergang von Genen von Homo luzonensis auf Vorfahren der heute auf den südostasiatischen Inseln lebenden Menschen sind nicht nachweisbar.

## Belege
1. 1 2   Florent Détroit et al.: A new species of Homo from the Late Pleistocene of the Philippines. In: Nature. Band 568, 2019, S. 181–186, doi:10.1038/s41586-019-1067-9.
2. ↑  Clément Zanolli et al.: Further analyses of the structural organization of Homo luzonensis teeth: Evolutionary implications. In: Journal of Human Evolution. Band 163, 2022, 103124, doi:10.1016/j.jhevol.2021.103124.
3. 1 2 3   Unknown human relative discovered in Philippine cave. Auf: nature.com vom 10. April 2019.
4. ↑  Armand Salvador Mijares, Florent Détroit et al.: New evidence for a 67,000-year-old human presence at Callao Cave, Luzon, Philippines. In: Journal of Human Evolution. Band 59, Nr. 1, 2010, S. 123–132, doi:10.1016/j.jhevol.2010.04.008
5. ↑  James F. O’Connell, Jim Allen, Martin A. J. Williams et al.: When did Homo sapiens first reach Southeast Asia and Sahul? In: PNAS. Band 115, Nr. 34, 2018, S. 8482–8490, doi:10.1073/pnas.1808385115.
6. ↑  Florent Détroit et al.: „Small Size“ in the Philippine Human Fossil Record: Is it Meaningful for a Better Understanding of the Evolutionary History of the Negritos? In: Human Biology. Band 85, Nr. 1–3, 2013, S. 45–66, doi:10.3378/027.085.0303
7. ↑  João C. Teixeira et al.: Widespread Denisovan ancestry in Island Southeast Asia but no evidence of substantial super-archaic hominin admixture. In: Nature Ecology & Evolution. Online-Veröffentlichung vom 22. März 2021, doi:10.1038/s41559-021-01408-0.
 New evidence in search for the mysterious Denisovans. Auf: eurekalert.org vom 22. März 2021.